# Corvus cryptoleucus
Corvo-das-pradarias ou corvo-da-planície (Corvus cryptoleucus) é uma ave da família Corvidae (corvos)

## Galeria

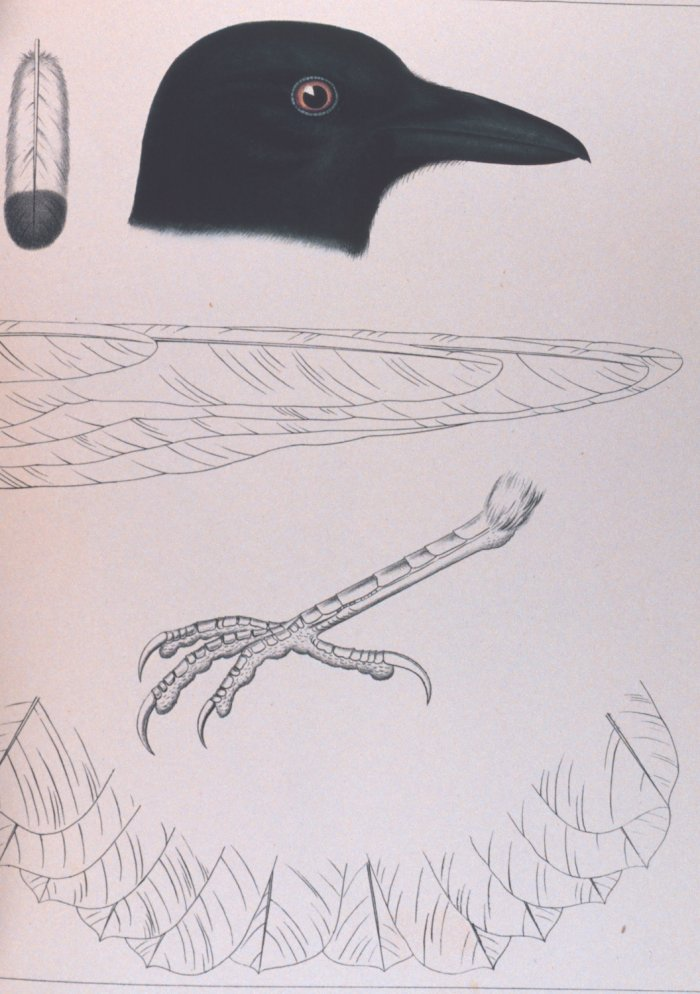

## Características
- Comprimento: 44 a 51 cm
- Envergadura:
- Peso:
- Longevidade:

## Subespécies
- C. cryptoleucus cryptoleucus
- C. cryptoleucus reai